# Isabelloscia heroldi
Isabelloscia heroldi är en kräftdjursart som beskrevs av Albert Vandel1973. Isabelloscia heroldi ingår i släktet Isabelloscia och familjen Philosciidae. Inga underarter finns listade i Catalogue of Life.